# Segesta
Para el equipo de fútbol croata, véase HNK Segesta Sisak.
Segesta (en griego antiguo: Σέγεστα) o Egesta (Ἔγεστα o Αἴγεστα) fue una ciudad de Sicilia al noroeste de la isla, a unos 10 km de la costa y a unos 50 km al oeste de Palermo. Aunque en su origen la denominación griega era Egesta, es más conocida por su denominación romana de Segesta. En la actualidad es un centro arqueológico famoso por su templo dórico inacabado.
Segesta fue en la Antigüedad una de las principales ciudades de los élimos, uno de los pueblos indígenas de Sicilia. Estaba situada en la parte noroccidental de la isla, en la actual provincia de Trapani y en las inmediaciones de Alcamo y Gibellina.

## Historia
Según Virgilio, Segesta fue fundada conjuntamente entre el rey de aquel territorio, Acestes (que era hijo del río local Criniso y de una mujer dardania), y Eneas, para acomodar a las mujeres que, hastiadas del mar, habían incendiado la flota de los troyanos fugitivos, y por todos aquellos que decidieron no continuar el viaje y deseaban ser gobernados por Acestes. La tumba de Anquises, padre de Eneas, se encontraba en Segesta.
Egesta era una de las ciudades principales del pueblo élimo, una de las tres poblaciones indígenas de Sicilia. Las otras ciudades importantes eran Erice y Entella. Entre las tradiciones de los griegos se decía que había sido fundada por fugitivos de Troya.Otra historia decía que fue fundada por los focidios.
Tucídides menciona los habitantes como bárbaros y se sabe que no eran sicanos ni había habido una colonia griega. La población de Segesta se iba mezclando entre los élimos y los griegos jónicos, aunque cada vez cogía más fuerza la helenización con características externas de la vida griega. Segesta estaba en conflicto permanente con Selinunte, que probablemente intentaba asegurarse un puerto en el mar Tirreno. La primera batalla fue entre 580-576 a. C., y otra vez en el 454 a. C., pero más tarde el conflicto tendrá repercusiones para toda Sicilia.
La primera noticia histórica es un conflicto con Selinunte el 580 a. C., en que obtuvo la victoria gracias a los emigrantes de Rodas y de Cnido dirigidos por Penpatlos. Diodoro Sículo menciona en el 454 a. C. una guerra con Lilibea por la región del río Mazaros.
En la primera expedición ateniense bajo Laques (426 a. C.) Segesta se alió con Atenas pero eso no le reportó ninguna ventaja. No mucho más tarde volvió a estallar la guerra con Selinunte, que se alió con Siracusa y asedió Segesta por tierra y mar. La ciudad pidió ayuda a Agrigento, a Cartago y a Atenas; esta última aceptó enviar una flota (416 a. C.) atraída por la riqueza de la ciudad, ostentada ante los atenienses, pero era ficticia. Nicias propuso atacar directamente a Selinunte y someterla pero los atenienses optaron finalmente por atacar a Siracusa, y el conflicto entre Segesta y Selinunte pasó a segundo término. En el verano del 415 a. C. la flota ateniense, tomó la ciudad de Hyccara cerca de Segesta y llegó a la ciudad. La derrota final de los atenienses dejó a los segestanos expuestos a los ataques de Selinunte, y tuvo que pedir otra vez ayuda a Cartago, que decidió ayudarla y envió una flota que con 5.000 africanos y 800 mercenarios fue suficiente para obtener la victoria (410 a. C.).
Al año siguiente los cartagineses desembarcaron en Lilibea y atacaron a Selinunte que fue destruida. También Hímera fue destruida. Segesta quedó como una ciudad aliada dependiente de Cartago y fue fiel a la alianza hasta el 397 a. C. cuando la expedición de Dionisio el Viejo de Siracusa al oeste de Sicilia y el asedio de Motia, puso en serias dificultades a los cartagineses. Segesta fue asedida por Dioniso después de la conquista de Motia, pero la ciudad resistió hasta la llegada de refuerzos cartagineses dirigidos por Himilcón que obligó a Dioniso a retirarse.
La ciudad no vuelve a ser mencionada hasta la época de Agatocles. Al regreso de éste de África (307 a. C.) desembarcó en Segesta y fue recibido como amigo y aliado, pero súbitamente el tirano se volvió en contra y mató a todos los ciudadanos varones (unos diez mil ), saqueando la ciudad y vendiendo a las mujeres y los niños como esclavos. La ciudad fue rebautizada Dicèpolis y dada como residencia a los desertores y fugitivos que se habían pasado a su bando.
Un tiempo después la ciudad recuperó su nombre parcialmente, y volvió a ser una ciudad independiente. Así es nombrada el 276 a. C. cuando se pasó al bando de Pirro. A la salida de este fue dominada por los cartagineses y saqueada otra vez (según Cicerón). Fue posesión cartaginesa hasta la primera guerra púnica; el primer año de la guerra (264 a. C.) fue atacada por el cónsul Apio Claudio Cáudex sin éxito pero un poco después la ciudad mató a la guarnición cartaginesa y se declaró aliada de Roma. Los cartagineses la asediaron y estaba a punto de rendirse cuando una fuerza dirigida por Duilius, que había obtenido una victoria naval, la liberó (260 a. C.).
La ciudad fue muy bien tratada por Roma por ser su primera aliada en la isla y por la mítica descendencia troyana de sus habitantes. Fue declarada ciudad libre e inmune (foedere immunes ac liberi). Después de la destrucción de Cartago en la tercera guerra púnica, Escipión el Africano devolvió a la ciudad la estatua de Diana que los cartagineses se habían llevado el 273 a. C.
Durante la guerra de los esclavos su territorio fue de los más afectados. La rebelión de Atenión comenzó en Segesta el 104 a. C.
Bajo dominio romano fue poco mencionada. Era una ciudad importante en tiempos de Cicerón con un puerto (Castellammare del Golfo) a unos 10 km, puerto que sería más importante que la misma ciudad en tiempos de Estrabón a causa de las mejores oportunidades de comercio.
La ciudad recibió la ciudadanía latina y entró en decadencia bajo el imperio. Fue destruida por los vándalos. Pero fue restaurada y acabó desapareciendo en el siglo IX por los ataques sarracenos.
El puerto subsiste y es la actual Castellammare del Golfo. La ciudad misma está cerca de Calatafimi (en la parte superior de un cerro a unos 5 km, llamado monte Bárbaro, a 305 m sobre el mar). La ciudad estaba protegida por pendientes escarpadas y por muros en la pendiente más suave hasta el templo.
Desde la cima hay una vista espléndida sobre el valle mirando el Golfo de Castellamare. La ciudad controlaba unas cuantas vistas preferentes entre la costa al norte y el interior.
Se sabe muy poco sobre el plano urbano. La fotografía aérea indica un plano urbano regular, construido en parte en terrazas para vencer el terreno que se inclina de forma natural. Los restos actuales podrían obedecer a la reconstrucción después de la destrucción de la ciudad por Agatocles.
Un río de las cercanías (a unos 7 km al este), hoy denominado Fiume di S. Bartolomeo, es probablemente el río Crimiso o Crimisos, donde Timoleón derrotó a los cartagineses. Unas antiguas aguas termales (Aquae Segestanae) corresponden a la moderna Calametti.
Se conservan algunas ruinas importantes: un templo, un teatro (uno de los mejores conservados de Sicilia) y algún otro edificio.

## El templo

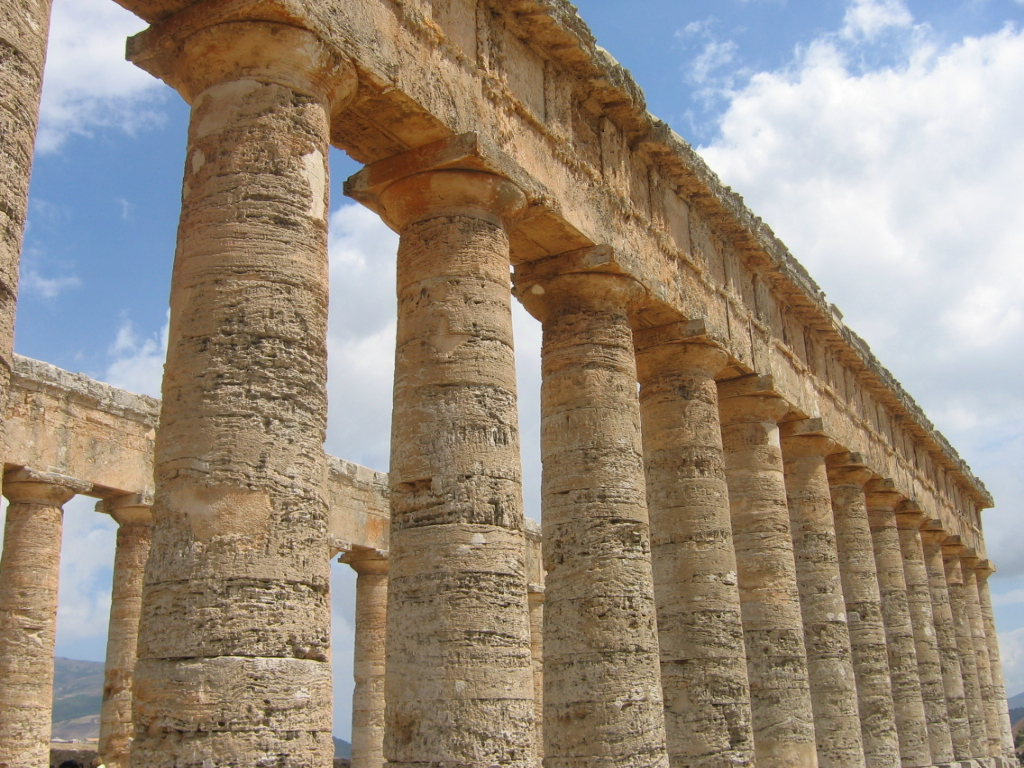
Detalle de las columnas no estriadas.

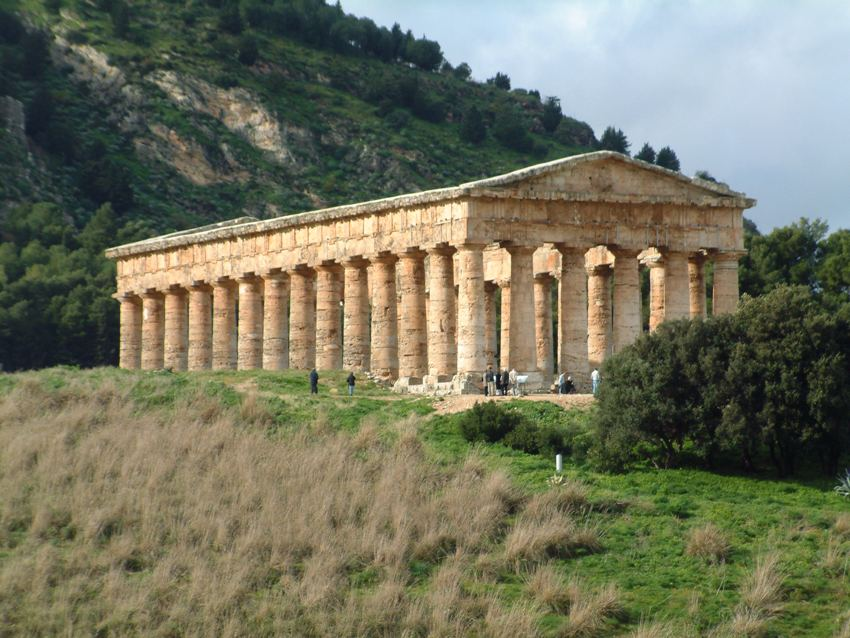
Templo de Segesta.

El templo dórico períptero (rodeado de columnas) y hexástilo (con seis columnas en el frente) inacabado de Segesta (de finales del siglo V a. C.) está construido en una cima justo a las afueras de la antigua Segesta, con una vista muy bella sobre el valle. Es uno de los templos griegos mejor conservados. Seguramente por varias causas a la vez: por su aislamiento en lo alto de un cerro, sin tentaciones de utilizarlo para materiales de construcción locales, y porque nunca ha sido profanado debido a que no se había completado. Nunca se le puso tejado, y sus columnas permanecen en bruto, esperando ser estriadas.
Fue construido por la gente de Elimia, probablemente alrededor de 430-420 a. C., pero nunca se acabó. Es un templo dórico de un tipo períptero con columnas de 6×14 sobre una base 21×56. La estructura del templo está intacta con el tímpano en su lugar. Las columnas no son estriadas, los tabuladores utilizados para levantar los bloques están todavía presentes en la base, y no hay ninguna traza de una nave o un techo.
El templo de Segesta es, en su construcción, estilo, y medida, un producto estándar de finales del siglo V a. C., excepto por su estado inacabado y su notable estado de conservación que le hace uno de los templos arcaicos que sobreviven más importantes del mundo.

## El teatro

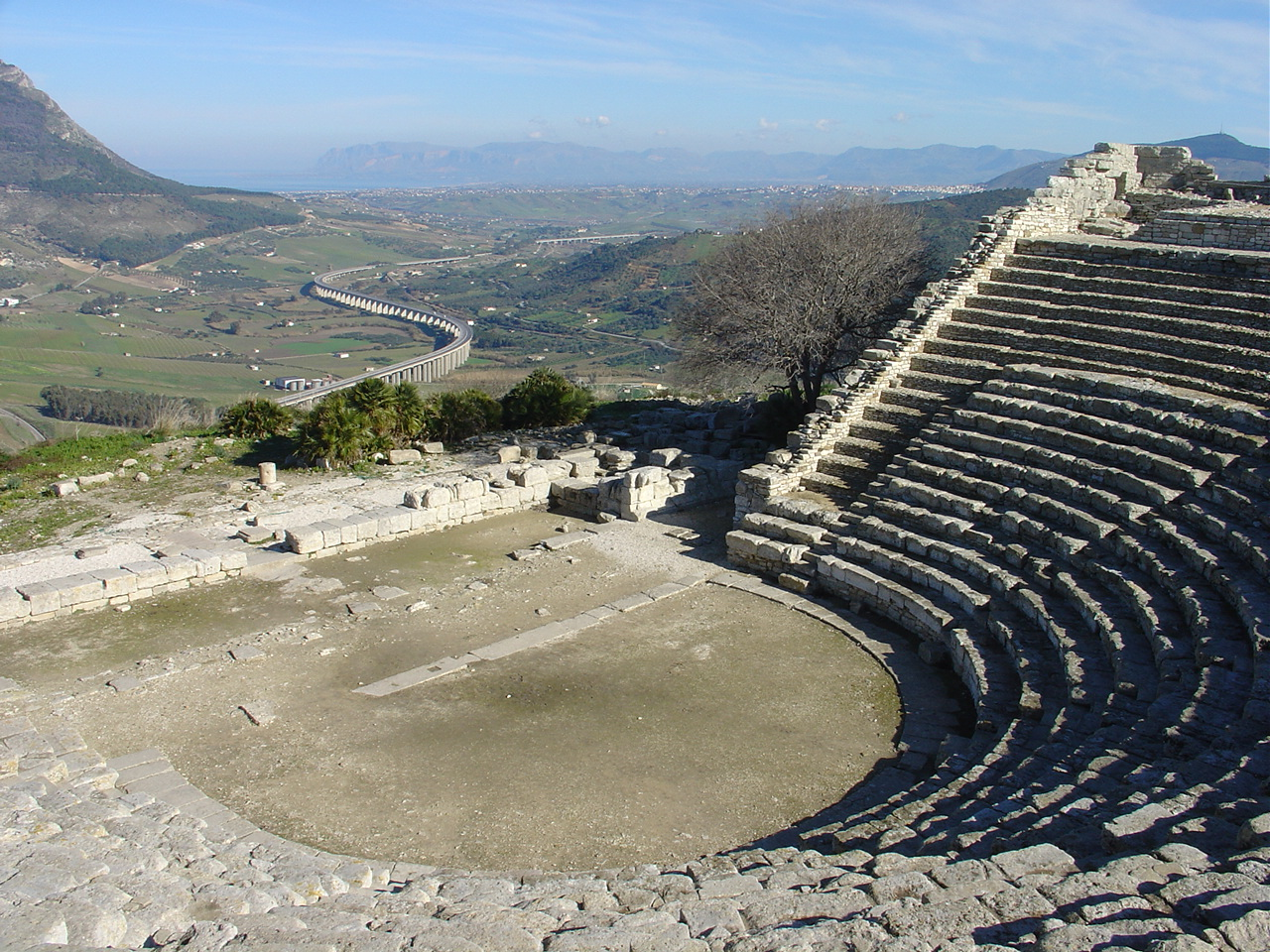
El teatro con el valle al fondo del escenario.

El teatro, muy bien conservado, seguramente por los mismos motivos, está edificado alto de un cerro todavía más alto que el del templo. La subida al teatro es una joya para los ojos que van viendo al templo como adopta todas las formas.
Un muro de contención envuelve el espacio vacío de 63 m de diámetro. Siete cunes dividen las plazas de los espectadores. Las separaciones están hechas con travertino proveniente de Alcamo. La división horizontal del teatro permitía el desplazamiento de los espectadores de una sección a otra del teatro.
La zona más cercana a la orquesta tiene veinte filas de asientos, pero la zona superior está semiderruida.
El teatro tenía una capacidad para unas 4000 personas.